# Bekenntnisschriften der evangelisch-lutherischen Kirche
Bekenntnisschriften der evangelisch-lutherischen Kirche (BSLK) ist der Titel einer Sammlung von Bekenntnistexten aus der Zeit der Alten Kirche und der auf Martin Luther zurückgehenden Reformation, die 1930 wissenschaftlich ediert wurden. 2014 erschien eine vollständige Neuedition.

## Inhalt
Die Bekenntnisschriften der evangelisch-lutherischen Kirche wurden 1930 zur 400-Jahr-Feier des Augsburger Bekenntnisses vom Deutschen Evangelischen Kirchenausschuss als wissenschaftliche Quellenedition der lutherischen Bekenntnisschriften herausgegeben. Beteiligt an der Ausgabe waren unter anderem Paul Althaus (Berater), Hans Lietzmann, Heinrich Bornkamm, Hans Volz und Ernst Wolf. Die Textausgabe erschien 2010 in der 13. Auflage (ISBN 3-525-52101-4, 2 Bde. in 1 Bd.; XLVI, 1228 Seiten) beim Göttinger Verlag Vandenhoeck & Ruprecht. Die übliche Zitationsweise lautet „BSLK, Seite, ggfs. Absatz“ (die Absätze sind jeweils durchnummeriert).
Eine Neuedition der Bekenntnisschriften der Evangelisch-Lutherischen Kirche (BSELK) unter der Beteiligung der Kirchenhistoriker Klaus Breuer, Irene Dingel, Volker Leppin, Christian Peters, Adolf Martin Ritter, Johannes Schilling und Hans-Otto Schneider wurde 2014 im Rahmen der Reformations- bzw. Luther-Dekade (2007–2017) veröffentlicht.
Die enthaltenen Dokumente sind diejenigen, die bereits im Konkordienbuch von 1580 als maßgeblich für das lutherische Bekenntnis zusammengestellt wurden. Im Einzelnen sind in der Ausgabe folgende Schriften enthalten:

### Die altkirchlichen Symbole
Die drei so genannten ökumenischen Symbole (Glaubensbekenntnisse), die als Bestandteil der lutherischen Bekenntnisschriften gelten, sind das Apostolische Glaubensbekenntnis (Apostolicum), das Nicäno-Konstantinopolitanum (bezeichnet meist als Nicaenum) und das Athanasianische Glaubensbekenntnis (Athanasianum).
Die wissenschaftliche Edition dieses Abschnitts wurde von Hans Lietzmann, in der Neuedition von Adolf Martin Ritter bearbeitet.

### Das Augsburger Bekenntnis
Das Augsburger Bekenntnis (lateinisch: Confessio Augustana = CA) von 1530. Ihr Verfasser ist Philipp Melanchthon, allerdings wurde sie von Luther vor ihrer Veröffentlichung gegengelesen. Sie ist in zwei Teile gegliedert: Gemeinsame Artikel (1–21) und strittige Artikel (22–28). Das Gegenüber bilden dabei Lehre und Praxis der römisch-katholischen Kirche des 16. Jahrhunderts. Das Augsburger Bekenntnis ist das zentrale Bekenntnis der Reformationszeit. Es versteht sich selbst nicht als Bekenntnis einer „neuen, verbesserten“ Kirche, sondern als Darlegung der Lehre der Apostel aus der Heiligen Schrift und damit als Lehre der katholischen Kirche (lat. ecclesia catholica = allgemeine/allumfassende Kirche). Obwohl diese Denkweise zur Zeit Luthers revolutionär war, verstanden sich die lutherischen Reformatoren doch nie als Revolutionäre; ihr Ziel war es immer, die römisch-katholische Kirche zu reformieren. Die spätere Spaltung der Kirche muss deshalb als „Unfall der Kirchengeschichte“ gewertet werden. Der revolutionärste Ansatz der CA findet sich in Artikel 4, der die Rechtfertigung des als sündigen verstandenen Menschen vor Gott beschreibt als „umsonst, allein um Christi [Kreuzestod] Willen durch den Glauben“ („… gratis iustificentur propter Christum per fidem.“) Dies steht der römisch-katholischen Lehre entgegen, dass neben der Gnade Gottes auch noch gute Werke notwendig sind, um die Seligkeit zu erlangen.
Die wissenschaftliche Edition dieses Abschnitts wurde von Heinrich Bornkamm, in der Neuedition von Gottfried Seebaß und Volker Leppin bearbeitet.

### Die Apologie des Augsburger Bekenntnisses
Die Apologie des Augsburger Bekenntnisses (lateinisch: Apologia Confessionis Augustanae = AC) von 1530/31. Sie wurde ebenfalls von Philipp Melanchthon verfasst, und zwar als Verteidigung (= lat. Apologia) auf die „Bestreitung der CA“ (lateinisch: Confutatio) der päpstlichen Theologen. Die Ausführungen der Apologie zu bestimmten Fragen – unter anderem: Wie können Menschen vor Gott bestehen? Inwiefern müssen Christen gute Werke tun? Wie frei ist der Wille des Menschen? – sind theologisch von so hohem Niveau, dass es bis heute wenig Vergleichbares gibt. Eine ähnliche theologische Dichte erreicht in den BSLK nur noch die Konkordienformel.
Die wissenschaftliche Edition dieses Abschnitts wurde von Heinrich Bornkamm, in der Neuedition von Christian Peters, Rafael Kuhnert und Bastian Basse bearbeitet.

### Die Schmalkaldischen Artikel
Die Schmalkaldischen Artikel (lateinisch: Articuli Smalcaldici = AS) Martin Luthers von 1537. Hier fasst Luther die reformatorische Lehre zusammen, weshalb die AS oft als sein „theologisches Vermächtnis“ bezeichnet werden. Ursprünglich sollten diese Artikel auf einem (päpstlichen) Konzil in Mantua vorgebracht werden, um die Lehrdifferenzen der „Lutherschen“ darzustellen; dieses Konzil fand aber erst 1545 in Trient statt, und zwar unter Ausschluss der evangelischen Seite.
Die AS gliedern sich in drei Teile: 1. Artikel, in denen unzweifelhaft Übereinstimmung besteht. 2. Artikel, die von Rom falsch gelehrt werden und in denen es keine Kompromisse geben kann und darf, wie vor allem Erlösung „allein um Christi Willen durch den Glauben“. 3. Artikel, die zwar Missstände benennen, aber eine Einigung mit vernünftigen römischen Katholiken als möglich erscheinen lassen.
Die wissenschaftliche Edition dieses Abschnitts wurde von Hans Volz, in der Neuedition von Klaus Breuer und Hans-Otto Schneider bearbeitet.

### Der Traktat von der Gewalt und Obrigkeit des Papstes
Der Traktat von der Gewalt und Obrigkeit des Papstes (lateinisch: Tractatus de potestate et primatu papae) des Philipp Melanchthon von 1537. Diese Schrift stellt eigentlich einen Anhang zur CA dar, in der die eigentliche Frage nach dem Papstamt nur sehr spärlich zur Sprache kommt.
Die wissenschaftliche Edition dieses Abschnitts wurde von Hans Volz, in der Neuedition von Klaus Breuer und Hans-Otto Schneider bearbeitet.

### Der Kleine Katechismus
Der Kleine Katechismus (KK) Martin Luthers von 1529. In ihm fasst Luther die christliche und nicht nur spezifisch reformatorische Lehre in aller Knappheit zusammen. Er hat das Ziel, dass die Kinder die Fragen und Antworten in der Schule auswendig lernen können. Hintergrund der Abfassung war die Kirchenvisitation von 1528 mit den ernüchternden Ergebnissen, was den christlichen Bildungsstand des „einfachen Volkes“ anging. In der Zuspitzung auf die Eckpunkte reformatorischer Theologie sollte der KK zum inneren Ausbau der neuen evangelischen Kirche beitragen. Neben den „Hauptstücken“ christlicher Lehre – 1. Zehn Gebote 2. Glaubensbekenntnis 3. Vaterunser 4. Taufe 5. Beichte 6. Abendmahl – enthält der KK auch weniger bekannte Stücke wie Gebete und die „Haustafel“. Der KK wird auch in der Gegenwart mancherorts im Konfirmandenunterricht behandelt.
Die wissenschaftliche Edition dieses Abschnitts wurde von Hans Volz, in der Neuedition von Robert Kolb bearbeitet.

#### Die Anhänge zum Kleinen Katechismus
- Bett- und Tischgebete
- Die Haustafel mit Vermahnungen an die verschiedenen Stände.
- Das Traubüchlein Luthers von 1529. Es beschreibt exemplarisch den liturgischen Ablauf einer Trauung und erklärt Hintergründe. Die Trauformel ist eine Besonderheit für den evangelischen Bereich, denn der Pfarrer spricht Braut und Bräutigam zusammen: „… so spreche ich sie ehelich zusammen …“
- Das Taufbüchlein Luthers von 1526. Das Taufbüchlein enthält Erklärungen zur Taufe und deren liturgische Ausführung. Anders als in modernen Taufformularen findet sich hier sowohl der sogenannte „Kleine Exorzismus“ als auch der „Große Exorzismus“, die der eigentlichen Taufe vorangehen. Luther betont dadurch, dass die Taufe tatsächlich den Wechsel aus dem Machtbereich des Teufels in den Machtbereich Gottes bewirkt. Die Formeln lauten: „Fahre aus Du unreiner Geist und gib Raum dem heiligen Geist“ bzw. „Ich beschwöre Dich, Du unreiner Geist, bei dem Namen des Vaters und des Sohnes und des Heiligen Geistes, dass Du ausfahrest und weichest von diesem Diener Jesu Christi.“ Dazu wird jeweils das Kreuzzeichen geschlagen.

### Der Große Katechismus
Der Große Katechismus (GK) Martin Luthers von 1529 geht ausführlicher auf die einzelnen christlichen Glaubensartikel ein als der KK. Er dient zur Vorbereitung für Hausväter oder einfache Pfarrer, die den Kleinen Katechismus auslegen sollen.
Die wissenschaftliche Edition dieses Abschnitts wurde von Ernst Wolf, in der Neuedition von Robert Kolb bearbeitet.

### Die Konkordienformel
Die Konkordienformel (lateinisch: Formula Concordiae = FC) von 1577. Die FC zeichnet gegenüber den anderen lutherischen Bekenntnisschriften zwei Dinge aus: 1. Die FC wurde von einem Gremium von Theologen verfasst und deshalb ist sie 2. ein Kompromissdokument, das sich bemüht, in der Verantwortung vor der Heiligen Schrift verschiedene Positionen innerhalb des Luthertums zum Ausgleich zu bringen. Dementsprechend ausführlich und gründlich geht sie etwa hinsichtlich der begrifflichen Analysen, bisherigem Verlauf der Diskussionen, ausführlichen Darstellungen der verschiedenen Positionen vor. Es gibt eine Kurzfassung der FC (lat. Epitome = FC Ep) und die ausführliche Fassung (lat. Solida Declaratio = FC SD = „einmütige Erklärung“). Die FC versteht sich ausdrücklich als „gültige Auslegung der CA auf der Basis der Hl. Schrift“. Die Konkordienformel wurde nicht von allen lutherischen Kirchen als verbindliche Lehrgrundlage angenommen, aber zu denken gibt der Satz eines Theologen: „Man kann wohl ohne die FC Lutheraner sein, aber nicht gegen sie.“ Angehängt ist ein Catalogus Testimoniorum, ein Verzeichnüs der Zeugnissen heiliger Schrift und der alten reinen Kirchenlehrer.
Nach Abschluss der Arbeit an der Konkordienformel wurden die drei altkirchlichen Bekenntnisse und die reformatorischen Bekenntnisschriften 1580 im Konkordienbuch zusammengefasst.
Die wissenschaftliche Edition dieses Abschnitts wurde von Hans Volz, in der Neuedition von Irene Dingel bearbeitet. Der Catalogus Testimoniorum wurde in der Neuedition von Marion Bechtold-Mayer und Johannes Hund bearbeitet.

## Die lutherischen Bekenntnisschriften heute
Die lutherischen Bekenntnisschriften sind bis heute in den evangelisch-lutherischen sowie den meisten unierten Kirchen in Geltung. Die Geltung erstreckt sich dabei mitunter nur auf einen Teil des lutherischen Bekenntnisses, etwa die Confessio Augustana, sowie weitere ausgewählte Bekenntnisschriften. So benennt die Verfassung der Vereinigten Evangelisch-Lutherischen Kirche Deutschlands für ihre Mitgliedskirchen neben den Bekenntnisschriften der Evangelisch-Lutherischen Kirche in ihrer Gesamtheit insbesondere die ungeänderte Augsburgische Konfession von 1530 sowie den Kleinen Katechismus Martin Luthers. Doch ist zum Beispiel die Konkordienformel von 1577 in der Regel nicht explizit als zum Bekenntnisstand lutherischer Landeskirchen gehörend genannt. Die aus der Zeit der Bekennenden Kirche stammende Barmer Theologische Erklärung wird in den Grunddokumenten der EKD, der VELKD und der meisten Landeskirchen als wegweisendes Dokument genannt, aber nicht zum Bekenntnisstand gerechnet.
Seit der Bildung kirchlicher Unionen im 19. Jahrhundert, also der Vereinigung von Gemeinden lutherischen und reformierten Bekenntnisses zu einer gemeinsamen Kirche, der Gründung der (konfessionsübergreifenden) Evangelischen Kirche in Deutschland (EKD) und der Ratifizierung der Leuenberger Konkordie im Jahr 1973 durch die deutschen Landeskirchen wird von einigen lutherischen Theologen (Reinhard Slenczka, Oswald Bayer, Jörg Baur und anderen) kritisch angefragt, ob die lutherischen Bekenntnisschriften neben der formal-rechtlichen Geltung noch eine faktische Geltung in den lutherischen Landeskirchen besitzen.
Geteilt wird diese Kritik von den lutherischen Bekenntniskirchen (wie beispielsweise der Selbständigen Evangelisch-Lutherischen Kirche), in denen ihrer Auffassung nach das gesamte Konkordienbuch von 1580 rechtlich wie faktisch in Geltung ist.

## Ausgaben
- Irene Dingel (Hrsg.): Die Bekenntnisschriften der Evangelisch-Lutherischen Kirche: Vollständige Neuedition. Vandenhoeck & Ruprecht, Göttingen 2014, ISBN 978-3-525-52104-5. Inhaltsverzeichnis (DNB)
- Die Bekenntnisschriften der evangelisch-lutherischen Kirche, herausgegeben im Gedenkjahr der Augsburgischen Konfession 1930. Vandenhoeck & Ruprecht, Göttingen 2010, 13. Aufl., kart. Studienausg. der 12. Aufl. von 1998, ISBN 978-3-525-52101-4 (wissenschaftliche Ausgabe, lateinisch/deutsch).
- Unser Glaube: die Bekenntnisschriften der evangelisch-lutherischen Kirche. Ausgabe für die Gemeinde. [hrsg. im Auftrag der Vereinigten Evangelisch-Lutherischen Kirche Deutschlands (VELKD)]
  - Gütersloher Verlagshaus, Gütersloh, 2004, 5. Aufl. Bearb. von Horst Georg Pöhlmann, ISBN 3-579-01289-4.
  - Gütersloher Verlagshaus, Gütersloh, 2013, 6. Aufl. Redaktionell betreut von Johannes Hund und Hans-Otto Schneider, ISBN 978-3-579-06473-4.